# Filtre mécanique

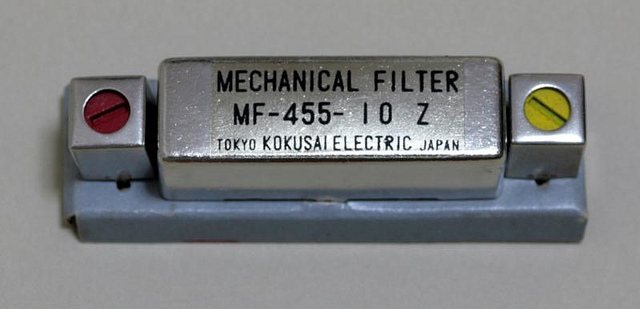
Un filtre mécanique produit par la Kokusai Electric Company.

Un filtre mécanique est un filtre de traitement de signal habituellement utilisé à la place d'un filtre électronique aux fréquences radio.
Son but est le même que celui d'un filtre électronique normal : laisser passer certaines fréquences du signal, mais en bloquer d'autres.